# Hesydrimorpha gracilipes
Hesydrimorpha gracilipes är en spindelart som beskrevs av Embrik Strand 1911. Hesydrimorpha gracilipes ingår i släktet Hesydrimorpha och familjen vårdnätsspindlar. Inga underarter finns listade i Catalogue of Life.